# The Unpardonable Sin (pel·lícula de 1919)

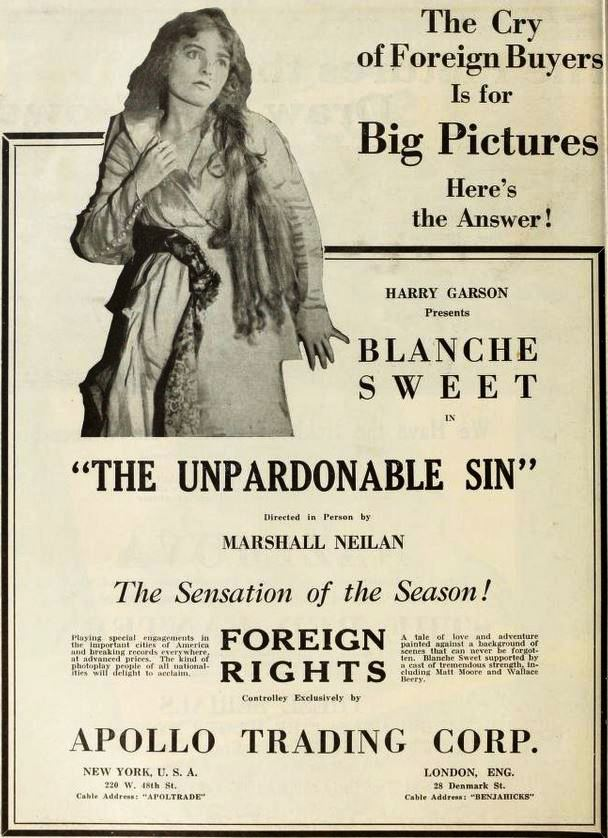
Anunci de la pel·lícula amb fotografia de Blanche Sweet (Moving Picture World)

The Unpardonable Sin' és una pel·lícula muda dirigida per Marshall Neilan i protagonitzada per Blanche Sweet en un paper doble. La pel·lícula, basada en la novel·la homònima de Rupert Hughes, es va estrenar el 2 de març de 1919. Es considera una pel·lícula perduda.

## Argument
Alícia Parcot i la seva mare queden atrapades a Bèlgica en esclatar la Primera Guerra Mundial. Allà són violades per soldats alemanys. Mentrestant, Dimny, la germana bessona d'Alícia s'ha quedat als Estats Units, és trobada inconscient al carrer per Nol Windsor, un instructor mèdic. La porta a casa seva on roman en coma alguns dies. Al final descobreix que el seu estat és conseqüència d'una carta que ha rebut de la seva germana en la qual li explica el que ha passat. En recuperar-se Dimmy te la intenció d'anar a Bèlgica a la recerca de la seva mare i la seva germana. Nol ha rebut l'encàrrec d'anar a Bèlgica amb la “Comissió de Socors a Bèlgica” i tots dos sol·liciten els passaports al mateix temps. A Dimny li neguen el passaport perquè és soltera, de manera que els dos decideixen casar-se només per solventar la situació. A Bèlgica coneixen el coronel Klemm, l'oficial alemany que va violar Alice, i confon Dimny amb la seva víctima. Després de patir molts insults i afronts, Nol i Dimny finalment troben a Alice i la seva mare, els proporcionen passaports, i marxen junts cap a la frontera holandesa. El coronel Klemm enganya Dimny i la condueix a les seves dependències on l'ataca. Per sort Nol arriba a temps per rescatar-la i es produeix una carrera cap a la frontera holandesa que per sort poden travessar.

## Repartiment
- Blanche Sweet (Alice Parcot / Dimny Parcot)
- Edwin Stevens (Stephen Parcot)
- Mary Alden (Mrs. Parcot)
- Matt Moore (Nol Windsor)
- Wesley Barry /anunciant de George Washington)
- Wallace Beery (coronel Klemm)
- Bull Montana (el salvatge)
- Bobby Connelly (el Boy Scout)
- Dick Curtis (no acreditat)
- John De Lacey (no acreditat)